# Brian Martin (sociologo)
Brian Martin (1947) è un sociologo e attivista australiano, professore all'Università di Wollongong nell'area dei Science and technology studies.

## Carriera
È stato presidente dei "Whistleblowers Australia" dal 1996 al 1999 e rimane tuttora il loro direttore internazionale.
Le ricerche di Martin si concentrano sullo studio delle dinamiche di potere, con particolare attenzione alle strategie di repressione e sfruttamento. Ha dunque approfondito il tema della resistenza non violenta, il dissenso e le controversie scientifiche.
Martin ha seguito e studiato in particolare la controversia scientifica sviluppatasi intorno alla teoria del vaccino orale antipolio sull'origine dell'AIDS studiata come un caso di soppressione di dissenso in cui la comunità scientifica ha ostacolato la diffusione della teoria.
Brian Martin è autore di 12 volumi e di oltre 200 articoli.

## Libri di Brian Martin
- Justice Ignited: The Dynamics of Backfire, (Lanham, MD: Rowman & Littlefield, 2007).
- (con Wendy Varney). Nonviolence Speaks: Communicating against Repression, (Cresskill, NJ: Hampton Press, 2003).
- Nonviolence versus capitalism (London: War Resisters' International, 2001).
- Technology for Nonviolent Struggle, (London: War Resisters' International, 2001).
- (with Lyn Carson). Random Selection in Politics, (Westport, CT: Praeger, 1999).
- The Whistleblower's Handbook: How to Be an Effective Resister, (Charlbury, UK: Jon Carpenter; Sydney: Envirobook, 1999).
- Information Liberation, (London: Freedom Press, 1998).
- Suppression Stories, (Wollongong: Fund for Intellectual Dissent, 1997).